# Commissione nazionale per le società e la Borsa
La CONSOB - Commissione Nazionale per le Società e la Borsa Commission Nationale pour les Sociétés et la Bourse, est une autorité administrative italienne indépendante, instituée par la loi no 216 du 7 juin 1974. Elle est dotée de la personnalité juridique et d’une pleine autonomie. Son activité est orientée vers la protection des investisseurs, l’efficience, la transparence et le développement du marché italien des valeurs mobilières. Elle exerce sa fonction de contrôle en collaboration avec la Banca d’Italia (Banque d’Italie), pour ce qui concerne l’activité des établissements de crédit italiens ou de droit étranger opérant en Italie. Son action s’insère dans le cadre plus large du Système européen de supervision financière, actif depuis 2011.
La CONSOB est l'organisme de contrôle des marchés financiers italiens, l'équivalent de l'AMF en France (créée le 1er août 2003).

## Historique
Avant l’institution de la CONSOB, c’était le Ministère du Trésor Italien, c’est-à-dire un organe non indépendant, mais faisant partie intégrante du pouvoir exécutif, qui avait les fonctions de supervision sur le marché boursier et des valeurs mobilières en général. Toutefois, on se rendit compte très rapidement qu’il fallait une autorité qui, en raison de sa compétence technique, de la rapidité de ses décisions et de sa forte spécialisation, prenait les décisions à cet égard. En effet, la bureaucratie ministérielle n’avait pas ces qualités. La Consob a donc été instituée par la loi de 1974 en tant qu’organe de surveillance des sociétés cotées en Bourse et des fonds en valeurs mobilières. Avec la loi no 77 de 1983, elle prenait le contrôle total de toutes les opérations concernant l’épargne publique. La loi no 281 de 1985 accroît son autonomie et son indépendance. De nouveaux pouvoirs de contrôle étaient conférés par la loi no 1 de 1991, à propos des SIM « Società di Intermediazione Mobiliare (it) » en Italie, dont les fonctions correspondent approximativement à celles des « Prestataires de Services d'Investissement, (PSI) » en France et du contraste du phénomène d'Insider trading (délit d’initié). Grâce à ces mesures législatives, et encore plus à la suite de la promulgation du décret législatif no 58/1998 (« Testo unico delle disposizioni in materia di intermediazione finanziaria, TUF» : texte unique des dispositions en matière d’intermédiation financière) l’autorité devient beaucoup plus importante du point de vue institutionnel, car elle exerce un contrôle plus large sur l’ensemble du marché des valeurs mobilières. En 2017, l’« Arbitro per le Controversie Finanziarie » ACF, (arbitre chargé des litiges financiers) a été institué auprès de la CONSOB.

## Description

### Fonctions
Relativement aux attributions définies par la loi, la CONSOB :
- réglemente la prestation des services d’investissement, les obligations d’information des sociétés cotées et les offres au public de produits financiers ;
- autorise la publication des prospectus d’information relatifs à des OPV (de vente) et des documents d’offre concernant des OPA (d’achat) ; l’activité des marchés réglementés ; les inscriptions aux ordres de ce domaine ;
- surveille les entreprises de marché ainsi que la transparence et le bon déroulement des négociations ; elle contrôle également que les comportements des intermédiaires et des intermédiaires financiers soient corrects et transparents ;
- sanctionne les sujets surveillés, directement ou à travers une formulation d’une proposition au Ministère de l'Économie et des Finances ;
- contrôle les informations fournies au marché par les sociétés cotées et par ceux qui promeuvent des offres d’instruments financiers au public, ainsi que les informations contenues dans les documents comptables des sociétés cotées ;
- vérifie les éventuelles évolutions inhabituelles des négociations des titres cotés et elle procède à toute autre vérification des infractions aux règles en matière de manipulation du marché (cas d’espèce aujourd'hui applicable en cas de sociétés cotées), de délit d’initié (appelé aussi « opération d’initié », en anglais « insider trading ») et d’agiotage.

Afin d’accomplir ses tâches institutionnelles, la Commission dispose d’un appareil bureaucratique composé de plus de six cents employés et fonctionnaires, répartis entre le siège principal de Rome et l’établissement secondaire opérationnel de Milan.

### Organisation professionnelle
La CONSOB - Commissione Nazionale per le Società e la Borsa, est composée d’un Président et de quatre membres, choisis parmi des personnes possédant non seulement une compétence et une expertise spécifiques et avérées, mais également une moralité et une indépendance incontestables. Ils sont nommés par décret du Président de la République sur proposition du Président du Conseil des Ministres, après délibération de ce dernier. Auparavant, ils restaient en fonction cinq ans et pouvaient être confirmés une seule fois, tandis que la loi no 31 du 28 février 2008 a établi une durée de fonction de sept ans, sans possibilité de renouvellement, pour tous les membres de la Commission.
Le 9 avril 2018, Mario Nava a été nommé président de la CONSOB, mais il a démissionné le 13 septembre 2018,.
Dans l'attente d'une nouvelle nomination, la Commission a été composée de la Prof. Anna Genovese (au poste de Présidente suppléante), et des commissaires Carmine Di Noia, du juge Giuseppe Maria Berruti et du Dr. Paolo Ciocca.
Le 20 mars 2019, le Prof. Paolo Savona a été nommé Président avec les commissaires Prof. Chiara Mosca, Dr. Carlo Comporti, Dr. Federico Cornelli et Dr Gabriella Alemanno.
Depuis le 1er juillet 2023, le Directeur Général de la CONSOB est Luca Giuseppe Filippa.

## Les Présidents
Liste des présidents de la CONSOB depuis 1975 : 
- Gastone Miconi (1975-1980)
- Guido Rossi (1981-1982)
- Vincenzo Milazzo (1983-1984)
- Franco Piga (1984-1990)
- Bruno Pazzi (1990-1992)
- Enzo Berlanda (1992-1997)
- Tommaso Padoa-Schioppa (1997-1998)
- Luigi Spaventa (1998-2003)
- Lamberto Cardia (2003-2010)
- Giuseppe Vegas (2010-2017)
- Mario Nava (9/4/2018-13/9/2018)
- Paolo Savona (2019-en fonction)